# Marija Angelina Dukaina Paleologina
Marija Angel Duka Paleolog (grčki Μαρία Αγγελίνα Δούκαινα Παλαιολογίνα; Marija Angelina Nemanjić, srpski Марија Ангелина Немањић) (oko 1350. – 28. prosinca 1394.) bila je grčka plemkinja srpskog podrijetla te kraljica ili carica Epira.
Otac joj je bio „car Srba i Grka“ Simeon Uroš, sin kraljice Grkinje Marije Paleolog, potomkinje cara Mihaela VIII. Marijina majka je bila kraljica Tomaida Orsini iz obitelji Komnen i Orsini. Marija je bila povezana i s dinastijama Nemanjić i Angela.
Marija se udala za Tomu Preljubovića (grčki Θωμάς). On je bio guverner Epira.
Marija je bila veoma popularna u narodu te je moguće da je dala ubiti Tomu 23. prosinca 1384. Nakon njegove se smrti proglasila kraljicom (basilissa) Epira. Pozvala je k sebi svog brata Jovana Uroša, koji je bio redovnik. Jovan je sestri predložio da se uda ponovno, ovaj put za Ezava de' Buondelmontija, i ona je to učinila.
1385. Marija i Ezav su se vjenčali, ali nisu imali djece.

## Preci
Marija je bila potomak Teodore Angeline Paleolog i princeze Irene Komnene te Ane Terter od Bugarske. Bila je vrlo blisko povezana s mnogim grčkim plemićima i plemkinjama.